# Cygusy
Cygusy – osada w Polsce położona w województwie pomorskim, w powiecie sztumskim, w gminie Sztum przy drodze wojewódzkiej nr 522.
Od roku 1772 do końca I wojny światowej wieś znajdowała się pod pruskim zaborem. Po przegranym przez Polaków plebiscycie znalazła się pod panowaniem Niemiec. Miejscowość stanowiła własność rodziny Donimirskich
W latach 1975–1998 miejscowość administracyjnie należała do województwa elbląskiego.

## Zabytki
- Dwór na kamiennej podmurówce, podpiwniczony, zbudowany z cegły. Strop i ganek wykonany z drewna. Dach dwuspadowy, kryty eternitem.Przed wojną należał do znanej rodziny ziemiańskiej Donimirskich. W czasach PRL-u siedziba dyrektoriatu PGR-u.
- Park z przełomu XVIII-XIX wieku
- Kuźnia z wiatą x ok. 1900 roku
- Domy mieszkalne z drugiej połowy XIX wieku